# Tornei di tennis maschili nel 1942
Prima della nascita della cosiddetta "Era Open" del tennis, ossia l'apertura ai tennisti professionisti dei tornei che prima di quell'anno erano riservati ai tennisti dilettanti. Nel 1942 i tornei si distinguevano in pro e amatoriali: ai primi potevano partecipare solo i giocatori professionisti, mentre ai secondi potevano partecipare solo i tennisti dilettanti. Tutti i tornei più importanti erano amatoriali tra questi c'erano i tornei del Grande Slam. A causa della seconda guerra mondiale la maggior parte dei tornei furono cancellati, gli altri si disputarono lontano dagli scenari bellici: tra questi c'era lo U.S. National Championships, unico torneo dello Slam disputato durante la guerra.

## Calendario

### Legenda
| Tornei amatoriali       |
| Tornei professionistici |

### Gennaio
| Settimana   | Torneo                                                                        | Vincitore                      | Finalista   | Semifinalisti | Eliminati ai quarti |
| ----------- | ----------------------------------------------------------------------------- | ------------------------------ | ----------- | ------------- | ------------------- |
| 12 gennaio  | Dixie Championships 1942 Tampa, USA Singolare - Doppio                        | Jack Kramer 6-0 6-0 6-3        | Wayne Sabin |               |                     |
| 12 gennaio  | Dixie Championships 1942 Tampa, USA Singolare - Doppio                        |                                |             |               |                     |
| 25 gennaio  | Palm Springs Invitational 1942 Palm Springs, USA Singolare - Doppio           | Willis Anderson 6-3 6-2        | Budge Patty |               |                     |
| 25 gennaio  | Palm Springs Invitational 1942 Palm Springs, USA Singolare - Doppio           |                                |             |               |                     |
| 2-6 gennaio | University of Florida Championships 1942 Coral Gables, USA Singolare - Doppio | Gardnar Mulloy 3-6 6-4 8-6 6-4 | Jack Kramer |               |                     |
| 2-6 gennaio | University of Florida Championships 1942 Coral Gables, USA Singolare - Doppio |                                |             |               |                     |

### Febbraio
| Settimana   | Torneo                                                                                     | Vincitore                    | Finalista                     | Semifinalisti | Eliminati ai quarti |
| ----------- | ------------------------------------------------------------------------------------------ | ---------------------------- | ----------------------------- | ------------- | ------------------- |
| 2 febbraio  | Orlando Pro Championships 1942 Orlando, USA Terra rossa Singolare - Doppio                 | Wayne Sabin 4-6 6-3 8-6 6-2  | Keith Gledhill                |               |                     |
| 2 febbraio  | Orlando Pro Championships 1942 Orlando, USA Terra rossa Singolare - Doppio                 | Johnny Faunce B. Coghlan     | Keith Gledhill Bruce Barnes   |               |                     |
| 4 febbraio  | Florida West Coast Championships 1942 Saint Petersburg, USA Singolare - Doppio             | Pancho Segura                |                               |               |                     |
| 4 febbraio  | Florida West Coast Championships 1942 Saint Petersburg, USA Singolare - Doppio             |                              |                               |               |                     |
| 8 febbraio  | Miami Beach Pro Championships 1942 Miami Beach, USA Terra rossa Singolare - Doppio         | Wayne Sabin 6-1 7-5 6-0      | Welby van Horn                |               |                     |
| 8 febbraio  | Miami Beach Pro Championships 1942 Miami Beach, USA Terra rossa Singolare - Doppio         |                              |                               |               |                     |
| 16 febbraio | West Palm Beach Pro Championships 1942 West Palm Beach, USA Terra rossa Singolare - Doppio | Dick Skeen 1-6 13-11 7-5 9-7 | Wayne Sabin                   |               |                     |
| 16 febbraio | West Palm Beach Pro Championships 1942 West Palm Beach, USA Terra rossa Singolare - Doppio |                              |                               |               |                     |
| 22 febbraio | Dixie Pro Championships 1942 Tampa, USA Terra rossa Singolare - Doppio                     | Wayne Sabin 6-4 6-2 6-4      | Bruce Barnes                  |               |                     |
| 22 febbraio | Dixie Pro Championships 1942 Tampa, USA Terra rossa Singolare - Doppio                     | Welby van Horn Wayne Sabin   | Bruce Barnes Robert L. Harman |               |                     |

### Marzo
| Settimana | Torneo                                                                                     | Vincitore                   | Finalista    | Semifinalisti | Eliminati ai quarti |
| --------- | ------------------------------------------------------------------------------------------ | --------------------------- | ------------ | ------------- | ------------------- |
| 8 marzo   | Fort Lauderdale Pro Championships 1942 Fort Lauderdale, USA Terra rossa Singolare - Doppio | Dick Skeen 6-4 6-3 6-1      | Bruce Barnes |               |                     |
| 8 marzo   | Fort Lauderdale Pro Championships 1942 Fort Lauderdale, USA Terra rossa Singolare - Doppio |                             |              |               |                     |
| 15 marzo  | Daytona Beach Pro Championships 1942 Daytona Beach, USA Terra rossa Singolare - Doppio     | Wayne Sabin 3-6 6-3 6-3 6-0 | Dick Skeen   |               |                     |
| 15 marzo  | Daytona Beach Pro Championships 1942 Daytona Beach, USA Terra rossa Singolare - Doppio     |                             |              |               |                     |
| 22 marzo  | Southern Pro Championships 1942 Miami, USA Terra rossa Singolare - Doppio                  | Wayne Sabin 6-3 4-6 6-1 6-4 | Dick Skeen   |               |                     |
| 22 marzo  | Southern Pro Championships 1942 Miami, USA Terra rossa Singolare - Doppio                  |                             |              |               |                     |

### Aprile
| Settimana | Torneo                                                                             | Vincitore                      | Finalista        | Semifinalisti | Eliminati ai quarti |
| --------- | ---------------------------------------------------------------------------------- | ------------------------------ | ---------------- | ------------- | ------------------- |
| 19 aprile | North & South Pro Championships 1942 Pinehurst, USA Terra rossa Singolare - Doppio | Wayne Sabin 6-3 6-2 6-1        | Dick Skeen       |               |                     |
| 19 aprile | North & South Pro Championships 1942 Pinehurst, USA Terra rossa Singolare - Doppio |                                |                  |               |                     |
| 25 aprile | River Plate Championships 1942 Buenos Aires, Argentina Singolare - Doppio          | Alejo Russell 1-6 6-2 6-4 6-2  | Manuel Fernandes |               |                     |
| 25 aprile | River Plate Championships 1942 Buenos Aires, Argentina Singolare - Doppio          |                                |                  |               |                     |
| 27 aprile | North & South Championships 1942 Pinehurst, USA Singolare - Doppio                 | Vic Seixas 2-6 6-8 7-5 6-0 6-2 | Harris Everett   |               |                     |
| 27 aprile | North & South Championships 1942 Pinehurst, USA Singolare - Doppio                 |                                |                  |               |                     |

### Maggio
| Settimana | Torneo                                                                     | Vincitore                | Finalista           | Semifinalisti | Eliminati ai quarti |
| --------- | -------------------------------------------------------------------------- | ------------------------ | ------------------- | ------------- | ------------------- |
| 10 maggio | Southern California Championships 1942 Los Angeles, USA Singolare - Doppio | Jack Kramer 6-2 6-2 11-9 | Frank Andrew Parker |               |                     |
| 10 maggio | Southern California Championships 1942 Los Angeles, USA Singolare - Doppio |                          |                     |               |                     |
| 24 maggio | California State Championships 1942 San Francisco, USA Singolare - Doppio  | Jack Kramer              | Tom Brown           |               |                     |
| 24 maggio | California State Championships 1942 San Francisco, USA Singolare - Doppio  |                          |                     |               |                     |

### Giugno
| Settimana | Torneo                                                                      | Vincitore                             | Finalista      | Semifinalisti | Eliminati ai quarti |
| --------- | --------------------------------------------------------------------------- | ------------------------------------- | -------------- | ------------- | ------------------- |
| giugno    | Middle States Championships 1942 Filadelfia, USA Singolare - Doppio         | Edwards                               |                |               |                     |
| giugno    | Middle States Championships 1942 Filadelfia, USA Singolare - Doppio         |                                       |                |               |                     |
| 6 giugno  | New England Championships 1942 Hartford, USA Singolare - Doppio             | Gardnar Mulloy 6-2 4-6 6-4 6-4        | Pancho Segura  |               |                     |
| 6 giugno  | New England Championships 1942 Hartford, USA Singolare - Doppio             |                                       |                |               |                     |
| 23 giugno | U.S. Men's Clay Court Championships 1942 Chicago, USA Singolare - Doppio    | Seymour Greenberg 5-7 7-5 7-9 7-5 8-6 | Harris Everett |               |                     |
| 23 giugno | U.S. Men's Clay Court Championships 1942 Chicago, USA Singolare - Doppio    |                                       |                |               |                     |
| 27 giugno | Tri-State Championships 1942 Cincinnati, USA Terra rossa Singolare - Doppio | Pancho Segura 1-6 6-2 6-4 12-10       | Bill Talbert   |               |                     |
| 27 giugno | Tri-State Championships 1942 Cincinnati, USA Terra rossa Singolare - Doppio |                                       |                |               |                     |

### Luglio
| Settimana | Torneo                                                                                    | Vincitore                                    | Finalista                       | Semifinalisti | Eliminati ai quarti |
| --------- | ----------------------------------------------------------------------------------------- | -------------------------------------------- | ------------------------------- | ------------- | ------------------- |
| luglio    | Texas Sectional Championships 1942 Houston, USA Singolare - Doppio                        | Frederick Ted Rudolph Schroeder 6-1 10-8 6-1 | Raymond Gladman                 |               |                     |
| luglio    | Texas Sectional Championships 1942 Houston, USA Singolare - Doppio                        |                                              |                                 |               |                     |
| 4 luglio  | U.S. Pro Tennis Championships 1942 New York, USA Erba Singolare - Doppio                  | Don Budge 6-2 6-2 6-2                        | Bobby Riggs                     |               |                     |
| 4 luglio  | U.S. Pro Tennis Championships 1942 New York, USA Erba Singolare - Doppio                  | Don Budge Bobby Riggs 2-6 6-3 6-4 6-3        | Bruce Barnes Frank Kovacs       |               |                     |
| 5 luglio  | Kings County Championships 1942 Brooklyn, USA Singolare - Doppio                          | Pancho Segura 6-4 8-10 6-4 7-5               | Ladislav Hecht                  |               |                     |
| 5 luglio  | Kings County Championships 1942 Brooklyn, USA Singolare - Doppio                          |                                              |                                 |               |                     |
| 12 luglio | New Jersey State Championships 1942 Orange, USA Singolare - Doppio                        | Pancho Segura 6-0 6-0 6-0                    | Ladislav Hecht                  |               |                     |
| 12 luglio | New Jersey State Championships 1942 Orange, USA Singolare - Doppio                        |                                              |                                 |               |                     |
| 12 luglio | Atlantic Coast Invitational 1942 Ocean City, USA Singolare - Doppio                       | Bill Talbert 6-1 6-2 6-1                     | Harris Everett                  |               |                     |
| 12 luglio | Atlantic Coast Invitational 1942 Ocean City, USA Singolare - Doppio                       |                                              |                                 |               |                     |
| 20 luglio | Eastern Clay Court Championships 1942 Jackson Heights, USA Terra rossa Singolare - Doppio | Pancho Segura 7-5 6-3 4-6 6-2                | Frederick Ted Rudolph Schroeder |               |                     |
| 20 luglio | Eastern Clay Court Championships 1942 Jackson Heights, USA Terra rossa Singolare - Doppio |                                              |                                 |               |                     |
| 27 luglio | Western Championships 1942 Indianapolis, USA Singolare - Doppio                           | Seymour Greenberg                            | James Evert                     |               |                     |
| 27 luglio | Western Championships 1942 Indianapolis, USA Singolare - Doppio                           |                                              |                                 |               |                     |

### Agosto
| Settimana | Torneo                                                             | Vincitore                                           | Finalista                       | Semifinalisti | Eliminati ai quarti |
| --------- | ------------------------------------------------------------------ | --------------------------------------------------- | ------------------------------- | ------------- | ------------------- |
| 1º agosto | Southampton Invitation 1942 Southampton, USA Singolare - Doppio    | Frederick Ted Rudolph Schroeder 3-6 6-1 6-4 1-6 6-1 | Sidney Wood                     |               |                     |
| 1º agosto | Southampton Invitation 1942 Southampton, USA Singolare - Doppio    |                                                     |                                 |               |                     |
| 5 agosto  | Southern Championships 1942 Memphis, USA Singolare - Doppio        | Harris Everett 8-6 6-2                              | John W. Ager                    |               |                     |
| 5 agosto  | Southern Championships 1942 Memphis, USA Singolare - Doppio        |                                                     |                                 |               |                     |
| 8 agosto  | Eastern Grass Court Championships 1942 Rye, USA Singolare - Doppio | Frederick Ted Rudolph Schroeder                     | Seymour Greenberg               |               |                     |
| 8 agosto  | Eastern Grass Court Championships 1942 Rye, USA Singolare - Doppio |                                                     |                                 |               |                     |
| 17 agosto | Newport Casino Trophy 1942 Newport, USA Singolare - Doppio         | Bill Talbert 6-4 6-3 3-6 4-6 8-6                    | Frederick Ted Rudolph Schroeder |               |                     |
| 17 agosto | Newport Casino Trophy 1942 Newport, USA Singolare - Doppio         |                                                     |                                 |               |                     |
| 23 agosto | Longwood Bowl 1942 Brookline, USA Erba Singolare - Doppio          | Pancho Segura 6-3 6-4 7-9 3-6 6-1                   | Gardnar Mulloy                  |               |                     |
| 23 agosto | Longwood Bowl 1942 Brookline, USA Erba Singolare - Doppio          |                                                     |                                 |               |                     |

### Settembre
| Settimana    | Torneo                                                                   | Vincitore                                           | Finalista                 | Semifinalisti | Eliminati ai quarti |
| ------------ | ------------------------------------------------------------------------ | --------------------------------------------------- | ------------------------- | ------------- | ------------------- |
| 7 settembre  | U.S. National Championships 1942 New York, USA Singolare - Doppio        | Frederick Ted Rudolph Schroeder 8-6 7-5 3-6 4-6 6-2 | Frank Andrew Parker       |               |                     |
| 7 settembre  | U.S. National Championships 1942 New York, USA Singolare - Doppio        | Gardnar Mulloy Bill Talbert 9-7, 7-5, 6-1           | Ted Schroeder Sidney Wood |               |                     |
| 21 settembre | Pacific Southwest Championships 1942 Los Angeles, USA Singolare - Doppio | Frank Andrew Parker 6-4 6-1 6-3                     | Pancho Segura             |               |                     |
| 21 settembre | Pacific Southwest Championships 1942 Los Angeles, USA Singolare - Doppio |                                                     |                           |               |                     |

### Ottobre
| Settimana  | Torneo                                                                  | Vincitore                     | Finalista           | Semifinalisti | Eliminati ai quarti |
| ---------- | ----------------------------------------------------------------------- | ----------------------------- | ------------------- | ------------- | ------------------- |
| 3 ottobre  | Pacific Coast Championships 1942 Berkeley, USA Singolare - Doppio       | Tom Brown 5-7 5-7 6-1 6-2 6-1 | William Canning jr. |               |                     |
| 3 ottobre  | Pacific Coast Championships 1942 Berkeley, USA Singolare - Doppio       |                               |                     |               |                     |
| 10 ottobre | Hot Springs Fall Championships 1942 Hot Springs, USA Singolare - Doppio | Sutter 6-4 3-6 6-4            | August Ganzenmuller |               |                     |
| 10 ottobre | Hot Springs Fall Championships 1942 Hot Springs, USA Singolare - Doppio |                               |                     |               |                     |

### Novembre
| Settimana   | Torneo                                                                                | Vincitore                      | Finalista         | Semifinalisti | Eliminati ai quarti |
| ----------- | ------------------------------------------------------------------------------------- | ------------------------------ | ----------------- | ------------- | ------------------- |
| 1º novembre | Cuban Championships 1942 L'Avana, Cuba Singolare - Doppio                             | Gardnar Mulloy 7-5 2-6 6-3 6-4 | Pancho Segura     |               |                     |
| 1º novembre | Cuban Championships 1942 L'Avana, Cuba Singolare - Doppio                             |                                |                   |               |                     |
| 22 novembre | Argentina International Championships 1942 Buenos Aires, Argentina Singolare - Doppio | Don McNeill 6-3 4-6 6-2 8-6    | Andres Hammersley |               |                     |
| 22 novembre | Argentina International Championships 1942 Buenos Aires, Argentina Singolare - Doppio |                                |                   |               |                     |

### Dicembre
| Settimana   | Torneo                                                         | Vincitore                     | Finalista            | Semifinalisti | Eliminati ai quarti |
| ----------- | -------------------------------------------------------------- | ----------------------------- | -------------------- | ------------- | ------------------- |
| 30 dicembre | Sugar Bowl Invitation 1942 New Orleans, USA Singolare - Doppio | Pancho Segura 3-6 6-2 6-1 6-4 | Earl P. Bartlett Jr. |               |                     |
| 30 dicembre | Sugar Bowl Invitation 1942 New Orleans, USA Singolare - Doppio |                               |                      |               |                     |

## Pro tour
Nel corso dell'anno di giocarono diversi tornei che facevano parte dei pro tour: un insieme di tornei composti da pochi partecipanti: da 2, 4 o 6 giocatori in cui i migliori tennisti si sfidavano in scontri diretti in varie località. Il vincitore del tour era il tennista che aveva un vantaggio nei testa a testa con gli altri giocatori.
| Data                             | Località             | Nome del tour            | Partecipanti                                                                                        |
| -------------------------------- | -------------------- | ------------------------ | --------------------------------------------------------------------------------------------------- |
| 26 dicembre 1941 - 5 aprile 1942 | Stati Uniti e Canada | World Pro Tour 1941-1942 | Don Budge (52-18) Bobby Riggs (36-36) Frank Kovacs (25-26) Fred Perry (23-30) Lester Stoefen (2-28) |